# جوی عرب
جوی عرب یک منطقهٔ مسکونی در افغانستان است که در ولایت بلخ واقع شده‌است.